# De skraa Brædder
De skraa Brædder er en dansk stumfilm fra 1918, der er instrueret af Robert Dinesen.

## Handling
Denne artikel mangler et handlingsreferat. Hjælp os med at skrive det.

## Medvirkende
- Robert Dinesen - Hans Funk, fuldmægtig
- Ingeborg Spangsfeldt - Agnes Holck, Hans' kæreste
- Johanne Krum-Hunderup - Enkefru Holck, Agnes' mor
- Thorleif Lund - Viggo Reyner, teaterdirektør
- Agnes Andersen - Lily Werner, skuespillerinde
- Ebba Thomsen